# Système de coordonnées toroïdales
 (mai 2025).

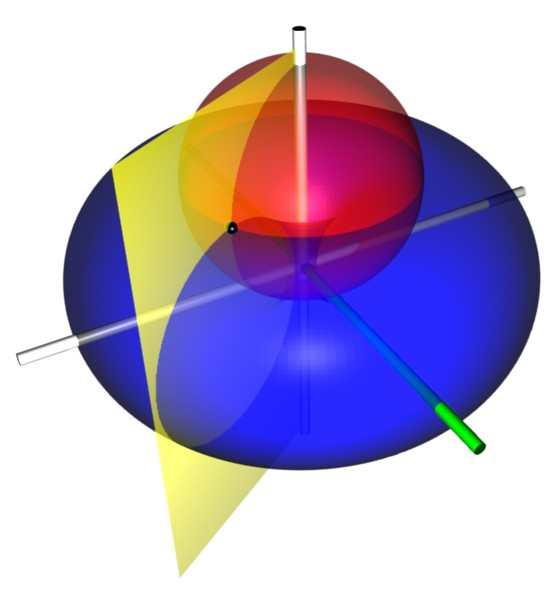
Illustration des coordonnées toroïdales, obtenues en faisant tourner un système de coordonnées bipolaires bidimensionnel autour de l'axe séparant ses deux foyers. Les foyers sont situés à une distance 1 de l'axe vertical z. La portion de la sphère rouge située au-dessus du plan est l'isosurface σ = 30°, le tore bleu est l'isosurface τ = 0,5, et le demi-plan jaune est l'isosurface φ = 60°. Le demi-plan vert marque le plan x-z, à partir duquel φ est mesuré. Le point noir est situé à l'intersection des isosurfaces rouge, bleue et jaune, aux coordonnées cartésiennes approximatives (0,996, −1,725, 1,911).

Les coordonnées toroïdales sont un système de coordonnées tridimensionnel orthogonal résultant de la rotation du système de coordonnées bipolaires bidimensionnel autour de l'axe séparant ses deux foyers. Ainsi, les deux foyers {\displaystyle F_{1}} et {\displaystyle F_{2}} du système bipolaire deviennent un anneau de rayon {\displaystyle a} situé dans le plan {\displaystyle xy} du système de coordonnées toroïdales ; l'axe {\displaystyle z} est l'axe de rotation. Cet anneau focal est également appelé le cercle de référence.

## Définition
La définition la plus courante des coordonnées toroïdales {\displaystyle (\tau ,\sigma ,\phi )} est :
{\displaystyle x=a\ {\frac {\sinh \tau }{\cosh \tau -\cos \sigma }}\cos \phi }
{\displaystyle y=a\ {\frac {\sinh \tau }{\cosh \tau -\cos \sigma }}\sin \phi }
{\displaystyle z=a\ {\frac {\sin \sigma }{\cosh \tau -\cos \sigma }}}
accompagnée de la condition {\displaystyle \mathrm {sign} (\sigma )=\mathrm {sign} (z)}.
La coordonnée {\displaystyle \sigma } d'un point {\displaystyle P} correspond à l'angle {\displaystyle F_{1}PF_{2}}, tandis que la coordonnée {\displaystyle \tau } est égale au logarithme naturel du rapport des distances {\displaystyle d_{1}} et {\displaystyle d_{2}} aux côtés opposés de l'anneau focal :
{\displaystyle \tau =\ln {\frac {d_{1}}{d_{2}}}}.
Les plages des coordonnées sont : {\displaystyle -\pi <\sigma \leq \pi }, {\displaystyle \tau \geq 0} et {\displaystyle 0\leq \phi <2\pi }.

### Surfaces de coordonnées

La rotation de ce système de coordonnées bipolaires bidimensionnel autour de l'axe vertical génère le système de coordonnées toroïdales tridimensionnel. Un cercle sur l'axe vertical devient la sphère rouge, tandis qu'un cercle sur l'axe horizontal devient le tore bleu.

Les surfaces de constante {\displaystyle \sigma } correspondent à des sphères de rayons différents :
{\displaystyle \left(x^{2}+y^{2}\right)+\left(z-a\cot \sigma \right)^{2}={\frac {a^{2}}{\sin ^{2}\sigma }}}
qui passent toutes par l'anneau focal mais ne sont pas concentriques.
Les surfaces de constante {\displaystyle \tau } sont des tores non intersectants de rayons différents :
{\displaystyle z^{2}+\left({\sqrt {x^{2}+y^{2}}}-a\coth \tau \right)^{2}={\frac {a^{2}}{\sinh ^{2}\tau }}}
qui entourent l'anneau focal. Les centres des sphères de constante {\displaystyle \sigma } se trouvent le long de l'axe {\displaystyle z}, tandis que les centres des tores de constante {\displaystyle \tau } se trouvent dans le plan {\displaystyle xy}.

### Facteurs d'échelle
Les facteurs d'échelle pour les coordonnées toroïdales {\displaystyle \sigma } et {\displaystyle \tau } sont égaux :
{\displaystyle h_{\sigma }=h_{\tau }={\frac {a}{\cosh \tau -\cos \sigma }}}
tandis que le facteur d'échelle azimutal est :
{\displaystyle h_{\phi }={\frac {a\sinh \tau }{\cosh \tau -\cos \sigma }}}
Ainsi, l'élément infinitésimal de volume est donné par :
{\displaystyle dV={\frac {a^{3}\sinh \tau }{\left(\cosh \tau -\cos \sigma \right)^{3}}}\,d\sigma \,d\tau \,d\phi }

## Harmoniques toroïdales

### Séparation standard
L'équation à trois variables équation de Laplace
{\displaystyle \nabla ^{2}\Phi =0}
admet une solution par séparation des variables dans les coordonnées toroïdales. En faisant la substitution
{\displaystyle \Phi =U{\sqrt {\cosh \tau -\cos \sigma }}},
une équation séparable est obtenue. Une solution particulière obtenue par séparation des variables est :
{\displaystyle \Phi ={\sqrt {\cosh \tau -\cos \sigma }}\,\,S_{\nu }(\sigma )T_{\mu \nu }(\tau )V_{\mu }(\phi )}
où chaque fonction est une combinaison linéaire de :
{\displaystyle S_{\nu }(\sigma )=e^{i\nu \sigma }\,\,\,\,\mathrm {et} \,\,\,\,e^{-i\nu \sigma }}
{\displaystyle T_{\mu \nu }(\tau )=P_{\nu -1/2}^{\mu }(\cosh \tau )\,\,\,\,\mathrm {et} \,\,\,\,Q_{\nu -1/2}^{\mu }(\cosh \tau )}
{\displaystyle V_{\mu }(\phi )=e^{i\mu \phi }\,\,\,\,\mathrm {et} \,\,\,\,e^{-i\mu \phi }}
où P et Q sont les fonctions de Legendre associées de premier et second type. Ces fonctions de Legendre sont souvent appelées harmoniques toroïdales.
Les harmoniques toroïdales ont de nombreuses propriétés intéressantes. Si vous faites un changement de variable {\displaystyle z=\cosh \tau >1}, alors, par exemple, avec un ordre nul {\displaystyle \mu =0} (la convention est de ne pas écrire l'ordre lorsqu'il est nul) et {\displaystyle \nu =0} :
{\displaystyle Q_{-{\frac {1}{2}}}(z)={\sqrt {\frac {2}{1+z}}}K\left({\sqrt {\frac {2}{1+z}}}\right)}
et :
{\displaystyle P_{-{\frac {1}{2}}}(z)={\frac {2}{\pi }}{\sqrt {\frac {2}{1+z}}}K\left({\sqrt {\frac {z-1}{z+1}}}\right)}
où {\displaystyle \,\!K} et {\displaystyle \,\!E} sont les intégrales elliptiques complètes du premier et second type respectivement. Le reste des harmoniques toroïdales peut être obtenu, par exemple, en termes d'intégrales elliptiques complètes, en utilisant les relations de récurrence pour les fonctions de Legendre associées.
Les applications classiques des coordonnées toroïdales sont dans la résolution des équations aux dérivées partielles, par exemple, l'équation de Laplace pour laquelle les coordonnées toroïdales permettent une séparation des variables ou l'équation de Helmholtz, pour laquelle les coordonnées toroïdales ne permettent pas une séparation des variables. Des exemples typiques seraient le potentiel électrique et le champ électrique d'un tore conducteur, ou dans le cas dégénéré, un anneau de courant électrique (Hulme 1982).

### Une séparation alternative
Alternativement, une autre substitution peut être effectuée (Andrews 2006) :
{\displaystyle \Phi ={\frac {U}{\sqrt {\rho }}}}
où :
{\displaystyle \rho ={\sqrt {x^{2}+y^{2}}}={\frac {a\sinh \tau }{\cosh \tau -\cos \sigma }}}.
Encore une fois, une équation séparable est obtenue. Une solution particulière obtenue par séparation des variables est alors :
{\displaystyle \Phi ={\frac {a}{\sqrt {\rho }}}\,\,S_{\nu }(\sigma )T_{\mu \nu }(\tau )V_{\mu }(\phi )}
où chaque fonction est une combinaison linéaire de :
{\displaystyle S_{\nu }(\sigma )=e^{i\nu \sigma }\,\,\,\,\mathrm {et} \,\,\,\,e^{-i\nu \sigma }}
{\displaystyle T_{\mu \nu }(\tau )=P_{\mu -1/2}^{\nu }(\coth \tau )\,\,\,\,\mathrm {et} \,\,\,\,Q_{\mu -1/2}^{\nu }(\coth \tau )}
{\displaystyle V_{\mu }(\phi )=e^{i\mu \phi }\,\,\,\,\mathrm {et} \,\,\,\,e^{-i\mu \phi }}.
Bien que les harmoniques toroïdales soient à nouveau utilisées pour la fonction T, l'argument est {\displaystyle \coth \tau } plutôt que {\displaystyle \cosh \tau } et les indices {\displaystyle \mu } et {\displaystyle \nu } sont échangés. Cette méthode est utile pour les situations où les conditions aux limites sont indépendantes de l'angle sphérique {\displaystyle \theta }, telles que l'anneau chargé, un plan infini, ou deux plans parallèles. Pour les identités reliant les harmoniques toroïdales avec l'argument hyperbolique cosinus et celles de l'argument hyperbolique cotangent, voir les formules de Whipple.